# Sjögatan, Hjo

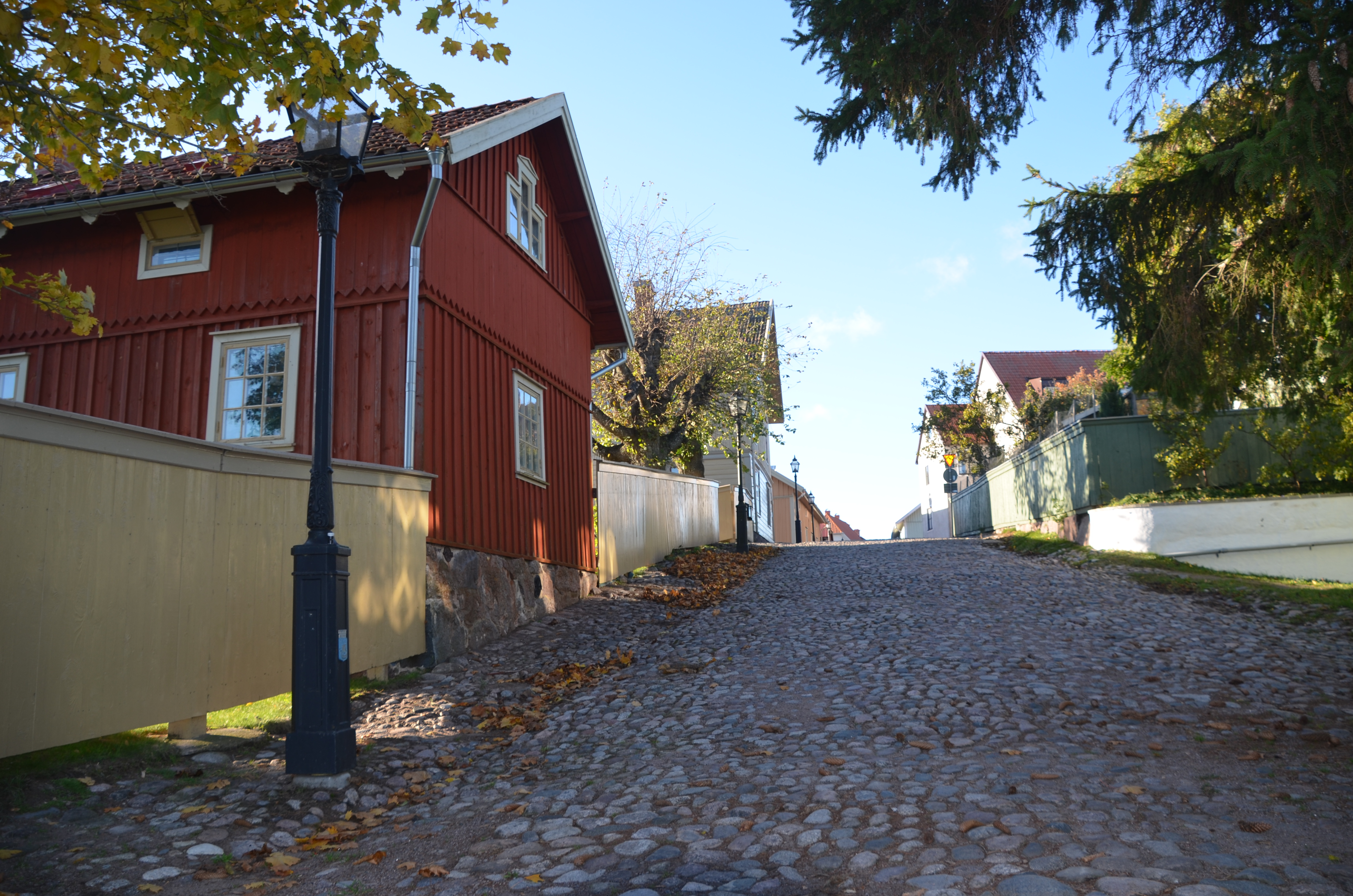
Kullersten i Sjögatsbacken

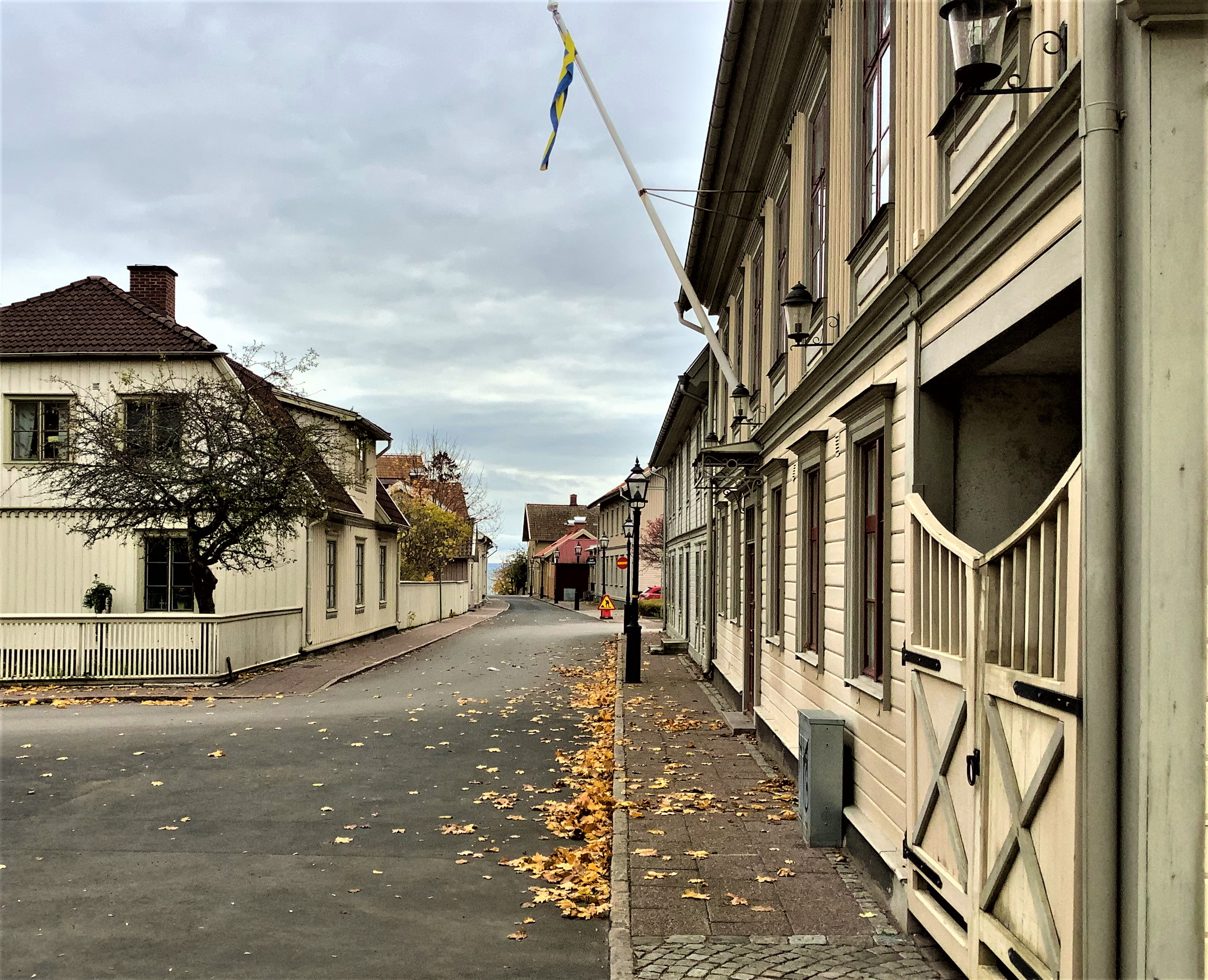
Sjögatan österut mot Vättern, sett från Jakobsparken. Till höger den tidigare gästgivaregården, Sjögatan 9.

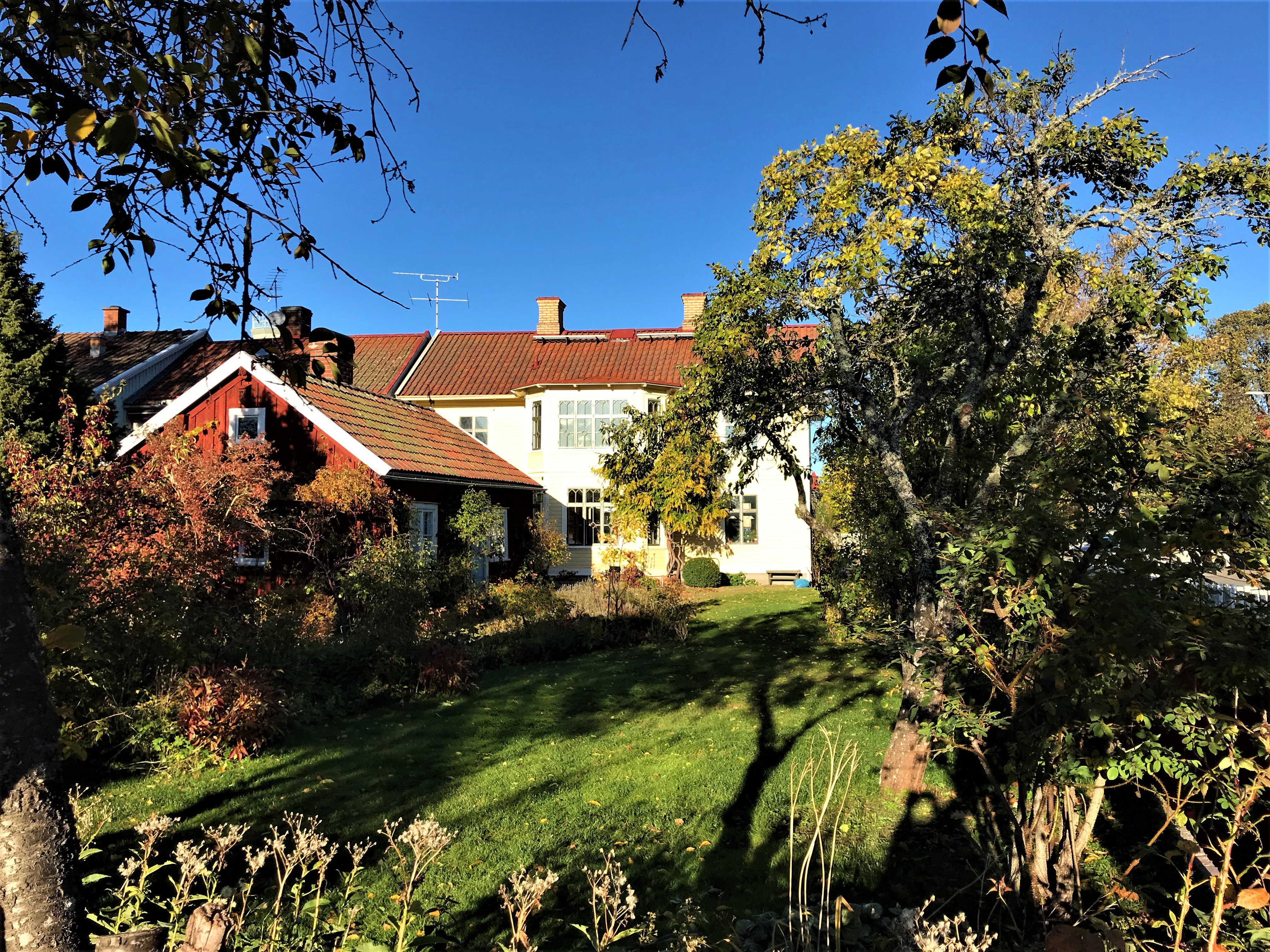
Trädgården till Sjögatan 15

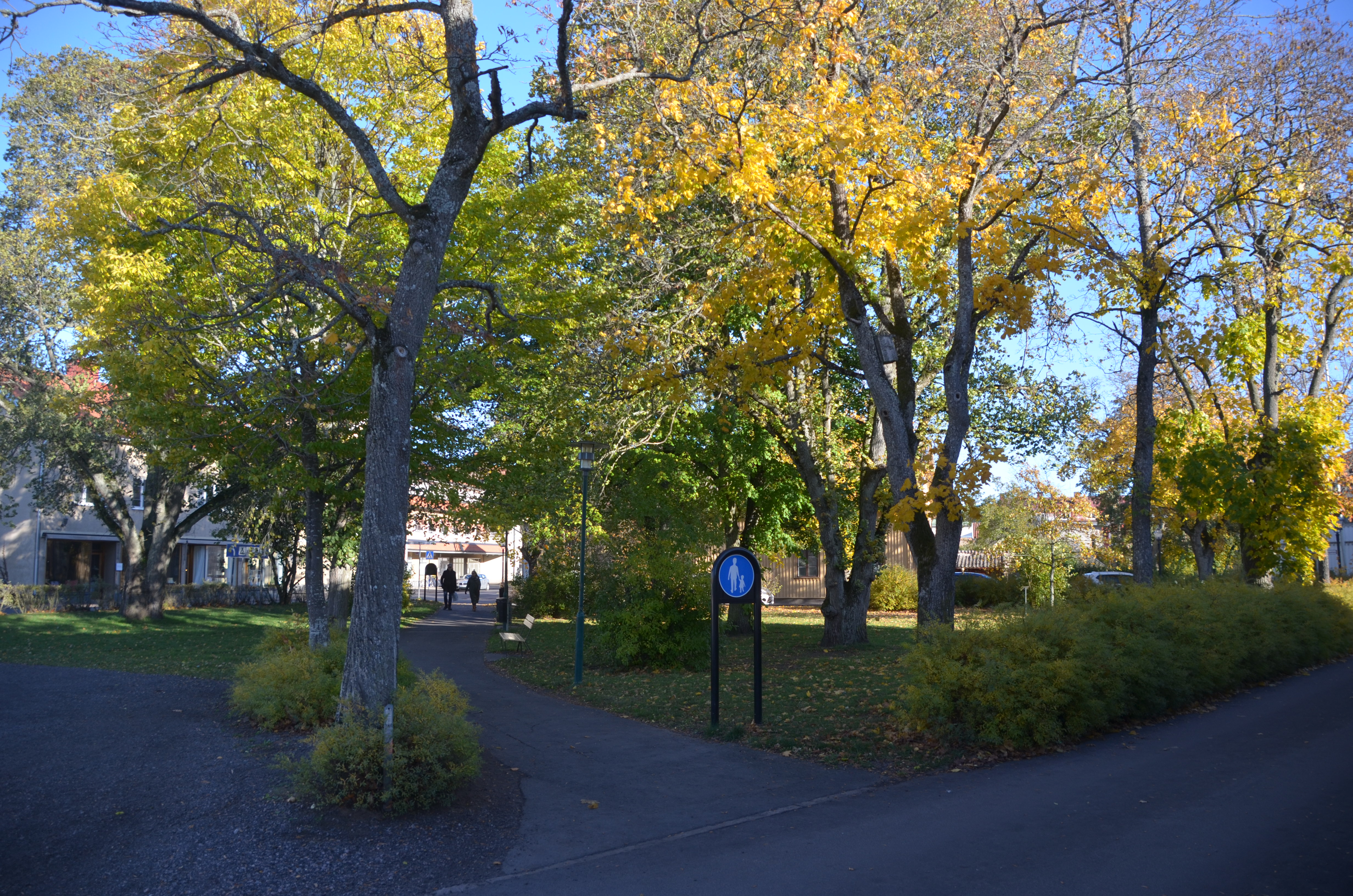
Jacobsparken

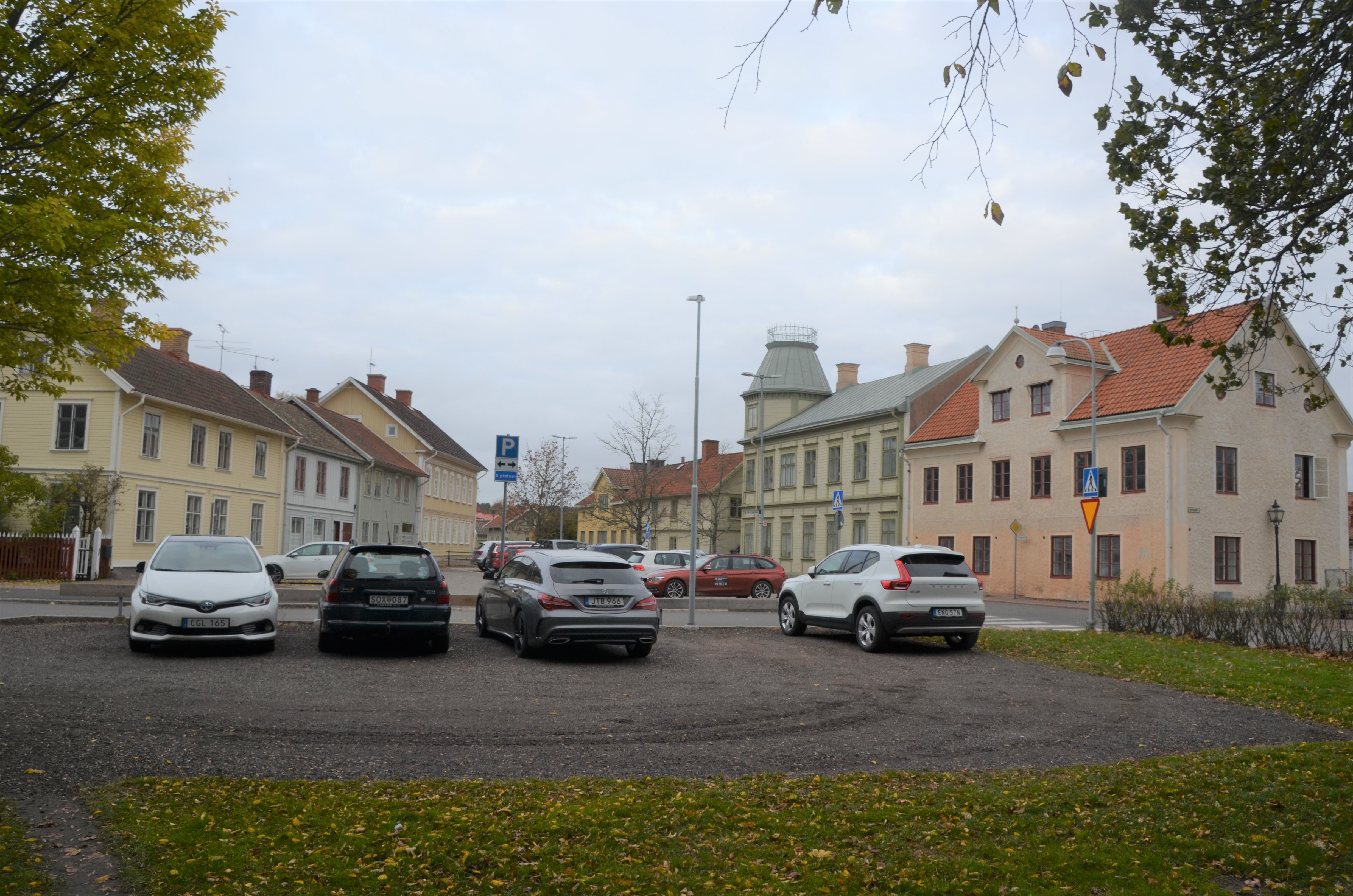
Sandtorget

Sjögatan är en gata i den medeltida stadsdelen i Hjo. Den är en av stadens äldsta gator och hette tidigare Sydvestra gatan. Den går mellan Torggatan vid Sandtorget och stranden av Vättern. Dess östra ända anges på 1696 års tomtkarta, den äldsta kartan över Hjo, ligga i hörnet till Långgatan, ett kvarter från Vättern. På 1856 års karta över Hjo och dess ägor finns en öppning i kvarteret Långan mot Vättern, som mot#varar dagens Sjögatan.
Där Sjögatan slutar på stranden, ligger Skolbryggan, som bland annat har använts som bykplats. Omkring 200 meter ut i sjön från Skolbryggan låg, före anläggandet av Hjo hamn 1851-1855, tilläggsplatsen för fartyg "Krebban".
I västra ändan mynnar Sjögatan i Torggatan vid det triangelformade Sandtorget, tidigare benämnt Lilla Torg. Västerport låg tidigare vid Torggatan strax väster därom. Närmast öster om Sandtorget, åtskilt genom norra delen av Skolgatan, ligger Gamla stans enda park Jacobsparken mellan Sjögatan och Torggatan. 

## Byggnader
| Namn                 | Adress                     | Kvarter            | Beskrivning | Koordinater                                          | Bild |
| -------------------- | -------------------------- | ------------------ | --- | ---------------------------------------------------- | ---- |
|                      | Sjögatan 1                 | Långan 13          | Bostadshus, tidigare uthus | 58°17′59″N 14°17′17″Ö / 58.29972°N 14.28806°Ö        |      |
| Hjo äldsta folkskola | Sjögatan 1/Långgatan 11–13 | Storskolan 1 och 2 | Den första skolan i Hjo. Var skola mellan 1842 och 1910. | 58°17′59.6″N 14°17′15.4″Ö / 58.299889°N 14.287611°Ö  |      |
|                      | Långgatan 9A               | Långan 13          | Bostadshus | 58°18′00.5″N 14°17′16.3″Ö / 58.300139°N 14.287861°Ö  |      |
|                      | Långgatan 10               | Tullporten 4       | Bostadshus i en våning från 1700-talet | 58°18′00.0″N 14°17′14.5″Ö / 58.300000°N 14.287361°Ö  |      |
|                      | Sjögatan 4                 | Duvan              | Flerbostadshus från 1960-talet, ritat av Sven Löfström. Hopbyggt med Långgatan 6 och 8.                                                                                     | 58°18′00.6″N 14°17′14.9″Ö / 58.300167°N 14.287472°Ö  |      |
| Bergagården          | Sjögatan 5                 | Tullporten 5       | Tidigare bostadshus från 1870-talet på hantverkargård, som inrymmer Hjo Tidning sedan tidigt 1900-tal.                                                                      | 58°18′00.5″N 14°17′12.6″Ö / 58.300139°N 14.286833°Ö  |      |
|                      | Sjögatan 6                 | Duvan 9            | Timrat bostadshus i en våning, troligen gammal stomme, exteriör från omkring 1870                                                                                           | 58°18′01″N 14°17′13″Ö / 58.30028°N 14.28694°Ö        |      |
|                      | Sjögatan 7                 | Vallgården 3       | Bostadshus i två våningar, troligen från 1700-talets senare del, ombyggt på 1840-talet                                                                                      | 58°18′01.5″N 14°17′10.1″Ö / 58.300417°N 14.286139°Ö  |      |
|                      | Sjögatan 8                 | Duvan 10           | Bostadshus i en våning från 1800-talets mitt | 58°18′01″N 14°17′13″Ö / 58.30028°N 14.28694°Ö        |      |
| Gästgivaregården     | Sjögatan 9                 | Vallgården 11      | Platsen har haft gästgivaregård från 1811, Byggnaden är troligen från 1800-talets mitt.                                                                                     | 58°18′01.8″N 14°17′09.5″Ö / 58.300500°N 14.285972°Ö; |      |
|                      | Sjögatan 10 A              | Duvan 11           | Uppfört före 1837 | 58°18′01.3″N 14°17′12″Ö / 58.300361°N 14.28667°Ö     |      |
| Hörtigsgården        | Sjögatan 10                | Duvan 11           | Bostadshus i en våning med äldre stomme, ombyggt på 1830-talet | 58°18′01.9″N 14°17′10.4″Ö / 58.300528°N 14.286222°Ö  |      |
| Vallgården           | Vallgatan 2                | Vallgården         | Servicehuset Vallgården, som byggdes på 1960-talet. På tomten i hörnet Sjögatan/Skolgatan låg från 1860-talet Hjo småskola, som flyttat dit från hörnet Sjögatan/Långgatan. | 58°18′02.6″N 14°17′07.4″Ö / 58.300722°N 14.285389°Ö  |      |
|                      | Sjögatan 15                | Gamla Rådhuset 1   | Bostadshus med ursprunglig exteriör från 1870-talet | 58°18′3.2″N 14°17′05.9″Ö / 58.300889°N 14.284972°Ö;  |      |
|                      | Sjögatan 17                | Gamla Rådhuset 2   | Tvåvånings timrat bostadshus från 1800–1850 | 58°18′03.4″N 14°17′05.1″Ö / 58.300944°N 14.284750°Ö  |      |
|                      | Sjögatan 19                | Gamla Rådhuset 3   | Nybyggt hus | 58°18′03.6″N 14°17′04.7″Ö / 58.301000°N 14.284639°Ö  |      |
|                      | Sjögatan 21                | Gamla Rådhuset 4   | Tvåvånings bostadshus från 1870-talet | 58°18′04.0″N 14°17′04.0″Ö / 58.301111°N 14.284444°Ö; |      |